# 马尔蒂内
马尔蒂内（法語：Martinet，法語發音：[maʁtinɛ] ⓘ）是法国卢瓦尔河地区大区旺代省的一个市镇，属于莱萨布勒多洛讷区。

## 地理
马尔蒂内（46°40'36"N, 1°40'46"W）面积18.11 平方千米，位于法国卢瓦尔河地区大区旺代省，该省份为法国西部沿海省份，北起大西洋卢瓦尔省和曼恩-卢瓦尔省，西临大西洋，南至滨海夏朗德省，东部及东南部与德塞夫勒省接壤。
与马尔蒂内接壤的市镇（或旧市镇、城区）包括：艾泽奈、博略苏拉罗什、拉沙佩勒埃尔米耶、圣乔治德潘坦杜、圣于连德朗德。
马尔蒂内的时区为UTC+01:00、UTC+02:00（夏令时）。

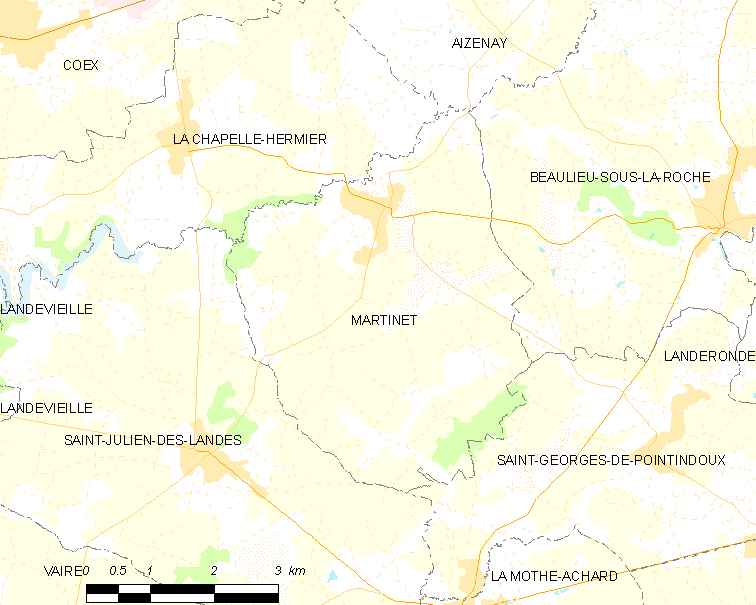
马尔蒂内的OSM定位图

## 行政
马尔蒂内的邮政编码为85150，INSEE市镇编码为85138。

## 政治
马尔蒂内所属的省级选区为塔尔蒙-圣伊莱尔县。

## 人口

1962-2008年间马尔蒂内人口变化图示

马尔蒂内于2022年1月1日时的人口数量为1199人。